# Эрденер, Угур
Угур Эрденер (тур. Uğur Erdener, 15 июня 1950, Трабзон) — профессор офтальмологии, президент Международной федерации стрельбы из лука (FITA). Вице-президент МОК с 2008 года. Вице-президент АЛОМФ с 2014 года.

## Биография
Родился 15 июня 1950 года в Трабзоне. После окончания школы в Анкаре поступил в университет Хаджеттепе на факультет медицины, кафедра офтальмологии, который окончил в 1981 году. Получил степень доцента в 1996 году, в 2001 году становится профессором. Опубликовал более 60 статей в области офтальмологии в иностранных и национальных журналах, его работы были процитированы в медицинской литературе более 100 раз. В 2007—2011 годах занимал должность ректора университета Хаджеттепе.
Являлся президентом турецкой Федерации Стрельбы из лука на протяжении 23 лет. Работал судьёй на соревнованиях по стрельбе из лука и был советником Министерства спорта Турции. В период 2000—2005 годов — президент Европейского и Средиземноморского Союза Стрельбы из лука (EMAU). 19 июня 2005 года был избран на пост президента Международной Федерации Стрельбы из Лука на международном конгрессе в Мадриде. В ходе голосования набрал 80/17 голосов, опередив представительницу Великобритании Линн Эванс. 31 августа 2009 года на 48 Международном конгрессе FITA был переизбран на очередной четырёхлетний срок.
С 2008 года является вице-президентом Международного олимпийского комитета, сменив на этом посту Джима Истона.
В данный момент профессор Угур Эрденер совмещает сразу три высоких должности: Президента НОК Турции, Президента ФИТА, Ректора медицинского университета Хаджеттепе в Анкаре. Международное сообщество стрелков из лука гордится, что доктор Эрденер избран в качестве нового турецкого президента НОК.